# Szojuz TM–6
A Szojuz TM–6 fedélzetén indították az első afgán űrhajóst, Abdul Ahad Mohmandot a Mir űrállomásra. Az űrhajó felépítése, technikai adatai megegyezik a Szojuz TM–1 űreszközzel.

## Személyzet
(zárójelben a küldetések száma a Szojuz TM-6-tal együtt)

### Indításkor
- Vlagyimir Afanaszjevics Ljahov
- Valerij Vlagyimirovics Poljakov
- Abdul Ahad Mohmand

## Tartalékok
- Anatolij Nyikolajevics Berezovoj parancsnok
- German Szemjonovics Arzamazov fedélzeti mérnök
- Mohammad Dauran Ghulam Masum kutatópilóta

### Leszálláskor
- Vlagyimir Tyitov (3)
- Musza Manarov (1)
- Jean-Loup Chrétien (2)